# Roman Laurentius Dorazil
Roman Laurentius Dorazil (* 9. August 1737 in Grüssau, Fürstentum Schweidnitz-Jauer; † nach 1798 vermutlich in Schweinitz, Fürstentum Glogau) war ein deutscher Bildhauer des Spätbarock.

## Leben
Roman Laurentius Dorazil war der älteste Sohn des Bildhauers und Stuckateurs Anton Dorazil, der im Kloster Grüssau als Leiter der Bildhauerwerkstatt wirkte, die er von seinem Meister Ferdinand Maximilian Brokoff übernommen hatte. Roman Laurentius erlernte bei seinem Vater das Bildhauer- sowie das Tischlerhandwerk und arbeitete anschließend in dessen Werkstatt. Da er zum Zeitpunkt des Todes seines Vaters vermutlich als dessen möglicher Nachfolger zu jung war oder an dessen künstlerische Begabung nicht heranreichte, wurde die Werkstattleitung dem ebenfalls aus Böhmen stammenden Bildhauer Joseph Anton Lachel übertragen. Diese Werkstatt wird in der Literatur auch als III. Grüssauer Bildhauer-Werkstatt bezeichnet, in der Nachfolge von deren Leitern Brokoff (I. Werkstatt) und Anton Dorazil (II. Werkstatt).
Roman Laurentius Dorazil arbeitete auch nach dem Tod seines Vaters zunächst weiterhin mit seinem späteren Schwager Joseph Anton Lachel zusammen. Beide schufen weitere Innenausstattungen für die Grüssauer Stiftskirche.
Für 1771 ist Roman Laurentius Dorazil als Bildhauer in Grünberg, für 1785 als wohnhaft in Schweinitz bei Grünberg nachgewiesen. Letztmals erwähnt wurde er im Kirchenbuch der katholischen Kirche Schweinitz im Sterbeeintrag seiner Frau Eleonore am 7. Mai 1798.
Seine Werke waren sowohl vom Vater als auch von Joseph Anton Lachel beeinflusst und sind handwerklich solide ausgeführt. Es wird vermutet, dass er in Nord-Niederschlesien weitere Werke geschaffen hat, die ihm bisher noch nicht zugeschrieben werden konnten.

## Werke
- Innenausstattungen für die Klosterkirche in Grüssau (zusammen mit Lachel)
- Schömberg, Innenausstattungsteile für die katholische Pfarrkirche (zusammen mit Lachel)
- Schmiedeberg, Bethauskirche: Kanzel, Altar, Orgelprospekt (zusammen mit Lachel)
- Prittag bei Grünberg, evangelische Kirche: Kanzel